# Jyme Bridges
Pour les articles homonymes, voir Bridges.
Jyme Bridges, né le 22 août 1989, est un coureur cycliste antiguais.

## Biographie
En octobre 2014, il est sélectionné en équipe nationale pour participer au championnat de la Caraïbe. Il se classe douzième de la course en ligne, à près de 11 minutes du vainqueur Cédric Eustache. 

## Palmarès et résultats

### Palmarès par année
- 2006
  -  Médaillé de bronze du championnat de la Caraïbe du contre-la-montre juniors[3]
- 2007
  - 3e du championnat d'Antigua-et-Barbuda sur route
- 2008
  -  Champion d'Antigua-et-Barbuda sur route
  - Scrubbo's Time Trial
- 2009
  -  Champion d'Antigua-et-Barbuda sur route
  - Father's Day Race :
    - Classement général
    - 1re étape (contre-la-montre)

  - 2e de l'OECS Cycling Challenge
  - 2e du championnat d'Antigua-et-Barbuda sur route
  - 3e du Jason Bally Memorial
- 2010
  - Antigua & Barbuda Season Opener
  - Matthew's Auto Parts Race
  - 1re étape de la Robert Peters Race (contre-la-montre)
  - OECS Cycling Challenge
  - Shirley Heights Challenge
  - Scrubbo's Time Trial
  - 2e de la Robert Peters Race
  - 2e du championnat d'Antigua-et-Barbuda du contre-la-montre
- 2011
  -  Champion d'Antigua-et-Barbuda sur route
  -  Champion d'Antigua-et-Barbuda sur route espoirs
  - OECS Cycling Challenge
  - Fathers' Day Race
- 2012
  -  Champion d'Antigua-et-Barbuda sur route
  - 2e étape de la Robert Peters Race
  - Father's Day Race :
    - Classement général
    - 2e étape (contre-la-montre)

  - Shirley Heights Challenge
  - 2e de la Robert Peters Race
  - 3e du championnat d'Antigua-et-Barbuda du contre-la-montre
- 2013
  -  Champion d'Antigua-et-Barbuda du contre-la-montre
  - Antigua & Barbuda Season Opener
  - Fig Tree Hill Road Race
  - 3e de la Matthew's Auto Parts Race
- 2014
  -  Champion d'Antigua-et-Barbuda du contre-la-montre
  - OECS Cycling Challenge
  - 3e du championnat d'Antigua-et-Barbuda du contre-la-montre
- 2015
  -  Champion d'Antigua-et-Barbuda sur route
  - Oil Workers Trade Union OWTU Cycling Race
  - John T. Memorial Two Day
  - Roger Smart Memorial
- 2016
  - Brian Lara Stadium
  - Oil Workers Trade Union OWTU Cycling Race
  - John T. Memorial Two Day
  - Newsday Republic Day Classic
- 2017
  - OECS Cycling Challenge
- 2018
  -  Champion d'Antigua-et-Barbuda sur route
  - 3e du championnat d'Antigua-et-Barbuda du contre-la-montre
- 2019
  - Easter Race
  - Robert Peters Race :
    - Classement général
    - 1re (contre-la-montre) et 2e étapes

  - 2e du championnat d'Antigua-et-Barbuda du contre-la-montre
  - 3e du championnat d'Antigua-et-Barbuda sur route
- 2022
  -  Champion d'Antigua-et-Barbuda sur route
- 2023
  -  Champion d'Antigua-et-Barbuda sur route
  - 2e du championnat d'Antigua-et-Barbuda du contre-la-montre
- 2024
  -  Champion d'Antigua-et-Barbuda sur route
  - 2e du championnat d'Antigua-et-Barbuda du contre-la-montre
- 2025
  -  Champion d'Antigua-et-Barbuda sur route

### Classements mondiaux
| Année            | 2015 | 2016 |
| ---------------- | ---- | ---- |
| UCI America Tour | 69e  | 282e |